# Heringen-sur-Helme
Pour les articles homonymes, voir Heringen.
Heringen-sur-Helme est une petite ville de l'arrondissement Nordhausen dans l'état fédéral de Thüringen en Allemagne.

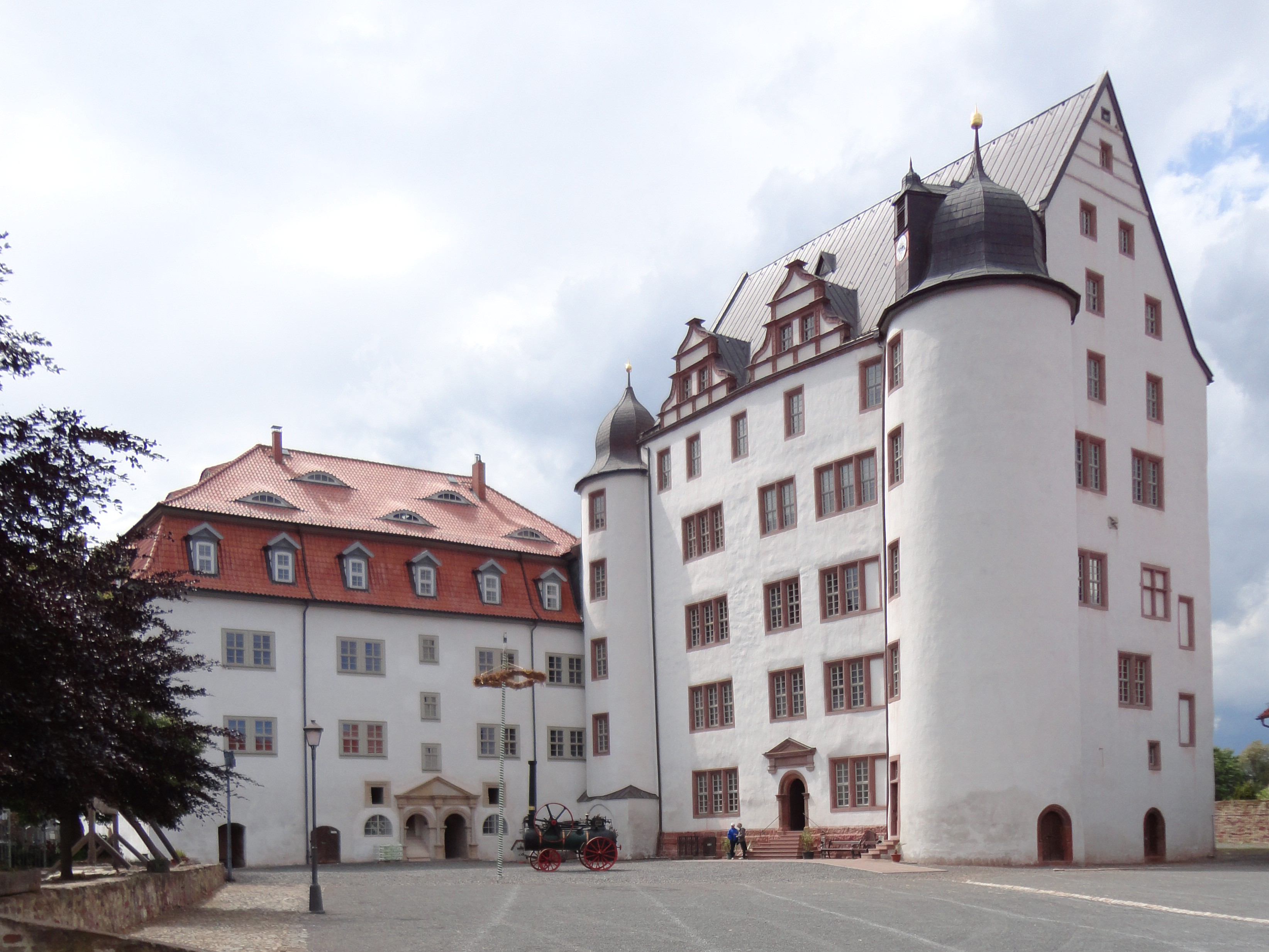
Schloss Heringen (2015)

## Jumelages
- Heringen (Werra) (Allemagne)